# Achelia spatula
Achelia spatula is een zeespin uit de familie Ammotheidae. De soort behoort tot het geslacht Achelia. Achelia spatula werd in 1983 voor het eerst wetenschappelijk beschreven door K. Nakamura & C.A. Child.. 